# Башировский сельсовет
Башировский сельсовет — муниципальное образование в Чекмагушевском районе Башкортостана.
Согласно «Закону о границах, статусе и административных центрах муниципальных образований в Республике Башкортостан» имеет статус сельского поселения.

## Состав
- с. Старобаширово,
- д. Новобаширово,
- с. Новоихсаново,
- с. Новокалмашево,
- д. Новоюмраново,
- с. Староихсаново,
- с. Ташкалмашево.

## Население
| 2002  | 2009  | 2010  | 2012  | 2013  | 2014  | 2015  |
| ----- | ----- | ----- | ----- | ----- | ----- | ----- |
| 1471  | ↘1329 | ↘1228 | ↘1210 | ↘1187 | ↘1177 | ↘1134 |
| 2016  | 2017  | 2018  |       |       |       |       |
| ↘1101 | ↘1079 | ↘1064 |       |       |       |       |